# Arsenaal (Mechelen)
Het Arsenaal is een wijk in de Belgische stad Mechelen. De wijk ligt ten zuidoosten van het stadscentrum.

## Geschiedenis
In de 19e eeuw werd Mechelen het centrum van het Belgische spoorwegennet. De Belgische Staatsspoorwegen vestigden er vanaf 1835 hun centrale werkplaats (het huidige CW Mechelen), waar het onderhoud van de treinen gebeurde. Deze werkplaats heette al snel 'het Arsenaal'. De verklaring voor deze benaming ligt aan het feit dat een eerste voorlopig spoorwegatelier werd ondergebracht in het oude dominicanenklooster in de Goswin de Stassartstraat nabij de Edgard Tinellaan, dat sedert de Franse Revolutie omgevormd was tot infanteriekazerne en wapenarsenaal. Ook op de nieuwe locatie werd het werk aanvankelijk verricht door werkkrachten uit deze legerwerkplaats en werd al snel naar de Centrale Werkplaats verwezen met de benaming "arsenaal" en "arsenaalmannen".
Op het huidige terrein werd in 1836 gestart met de bouw van een rijtuigloods en werkplaatsen. De bouw van de werkplaatsen zou drie jaar duren. Het 'Arsenaal' was de eerste grootschalige fabriek in Mechelen. Het terrein bevond zich tussen het toenmalige station Mechelen en de Leuvensesteenweg. In 1877 werd de lijn Mechelen-Leuven die dwars door het Arsenaal liep buiten dienst gesteld en omgeleid naar het huidige tracé. Van de opgeheven spoorlijn zijn nog enkele sporen te vinden: zij liep over wat nu het bredere gedeelte van de Hanswijkdries is en kruiste de Leuvensesteenweg ter hoogte van de Sint-Albertusstraat.
In het spoor van de spoorwegindustrie vestigden zich verschillende andere industrieën rond deze werkplaatsen. Soms hadden deze een directe band met de spoorwegen, zoals het bedrijf Ragheno, dat zich ten zuiden van de werkplaats vestigde. Vaak was er geen direct verband (meubelfabrieken, assemblagefabriek van Peugeot (Motstraat),...).

### Woonwijk
Voor de arbeiders van het Arsenaal werd een woonwijk gebouwd, die eveneens het Arsenaal genoemd werd. Deze woonwijk ligt ten oosten van de Leuvensesteenweg, met straatnamen als Locomotiefstraat, Tenderstraat en Draaibankstraat. De straten hebben nog hun typische uitzicht van de jaren 1880, met enkele originele arbeiderswoningen.

## Vandaag
De werkplaats is vandaag nog in gebruik door de NMBS en bevindt zich ten oosten van het station, ten westen van de Leuvensesteenweg. Ze is via het goederenstation van Muizen verbonden met het spoorwegennet.
Vandaag wordt een deel van de oude, ondergebruikte industrieterreinen zoals die van Ragheno herontwikkeld.
De naam 'Arsenaal' wordt gebruikt voor de gehele woon- en werkwijk tussen de Leuvense vaart en spoorlijn 53 naar Leuven
De naam komt ook terug in de Arsenaalpuzzel, de fietsbrug die hier sinds 2021 fietssnelweg F1 (Antwerpen-Brussel) over de N26 (Leuvensesteenweg) leidt.